# Филиппа (река)
Филиппа — река в России, протекает по Пудожскому району Карелии, недалеко от его границы с Медвежьегорским районом.
Исток — Малое Кивозеро. Протекает через Набосельгские озёра. В 4 км от устья пересекает шоссе Медвежьегорск — Пудож — Вологда. Впадает в Онежское озеро в 4 км севернее посёлка Пяльма. Длина реки составляет 31 км, площадь водосборного бассейна 92,6 км².
Притоки:
- Пустозерский (правый)

## Данные водного реестра
По данным государственного водного реестра России относится к Балтийскому бассейновому округу, водохозяйственный участок реки — Бассейн Онежского озера без рр. Шуя, Суна, Водла и Вытегра, речной подбассейн реки — Свирь (включая реки бассейна Онежского озера). Относится к речному бассейну реки Нева (включая бассейны рек Онежского и Ладожского озера).
Код объекта в государственном водном реестре — 01040100612102000015921.